# Twijgschotelkorst
De twijgschotelkorst (Lecanora confusa) is een korstmos uit de familie Lecanoraceae. Hij komt voor op (laan)bomen.

## Kenkenmerken
De twijgschotelkorst heeft een geelgroene gladde thallus die meestal in kleine ronde areolen is opgedeeld. De apothecia zijn vrij plat tot bol, klein (ca. 0,5 mm) en bijna altijd aanwezig. De kleur is bleekbruin tot geelgroen met een geelgroene rand waarbij de rand langzaam terugloopt. De ascosporen zijn eencellig, kleurloos en hebben de afmeting 10-14×4-5µm. Na reactie met C+ kleurt hij oranje.
Hij lijkt op de bolle schotelkorst (Lecanora symmicta), maar deze heeft bijna geen rand aan de apothecia.

## Verspreiding
In Nederland komt hij zeldzaam voor. Hij kwam oorspronkelijk voor op twijgen van onder andere elzen op de waddeneilanden. Hij was een tijdje afwezig, maar wordt de laatste jaren met name gevonden in Zeeland, Zuid- en West-Nederland. Het meest op schors van es, populier, zomereik tussen andere korstmossen, zoals de witte schotelkorst (Lecanora chlarotera) en het gewoon purperschaaltje (Lecidella elaeochroma).